# Râul Valea Albă, Câlniștea
Râul Valea Albă este un râu din România, afluent al râului Câlniștea.  Cursul superior al râului este cunoscut și sub denumirea de Râul Bujoreanca.